# تسل ونتر آایشلبرگ
تسل ونتر آایشلبرگ (به آلمانی: Zell unter Aichelberg) یک شهر در آلمان است که در گوپینگن واقع شده‌است. تسل ونتر آایشلبرگ ۲٬۹۷۳ نفر جمعیت دارد.